# Serris
Serris (franskt uttal: [sɛʁis]
 ( lyssna)) är en kommun i departementet Seine-et-Marne i regionen Île-de-France i norra Frankrike. Kommunen ligger i kantonen Serris som tillhör arrondissementet Torcy. Den ligger i sektor 4 Val d'Europe i Ville nouvelle Marne-la-Vallée, cirka 35 kilometer öster om Paris, längs motorvägen A4. Serris ingår också i den historiska regionen Brie. År 2022 hade Serris 9 988 invånare.
Serris var fram till grundandet av Disneyland Paris 1992 en liten landsortskommun med enbart några få hundra invånare. Kommunen har därefter genomgått en stor omvandling då den är en av de fem kommuner vilka Disneyland Paris är byggt på. Bilavstånd till Disneyland är cirka 5 minuter. Vid entrén till Disneyland finns en järnvägsstation för snabbtåg (TGV) med anslutningar till bland annat Paris-Charles de Gaulles flygplats (10 minuter), Marseille (3,5 timmar), Lyon (2 timmar), Bordeaux, London, Bryssel samt till Strasbourg (drygt 2 timmar). Där finns även en pendeltågsstation (RER) varifrån det tar cirka 50 minuter att åka till Paris.

## Befolkningsutveckling
| Befolkningsutvecklingen i Serris 1968–2021 | Befolkningsutvecklingen i Serris 1968–2021 | Befolkningsutvecklingen i Serris 1968–2021 | Befolkningsutvecklingen i Serris 1968–2021 | Befolkningsutvecklingen i Serris 1968–2021 |
| ------------------------------------------ | ------------------------------------------ | ------------------------------------------ | ------------------------------------------ | ------------------------------------------ |
|                                            |                                            |                                            |                                            |                                            |
| År                                         |                                            |                                            | Folkmängd                                  |                                            |
| 1968                                       | 1968                                       |                                            | 232                                        |                                            |
| 1975                                       | 1975                                       |                                            | 304                                        |                                            |
| 1982                                       | 1982                                       |                                            | 422                                        |                                            |
| 1990                                       | 1990                                       |                                            | 898                                        |                                            |
| 1999                                       | 1999                                       |                                            | 2 320                                      |                                            |
| 2007                                       | 2007                                       |                                            | 6 592                                      |                                            |
| 2015                                       | 2015                                       |                                            | 8 621                                      |                                            |
| 2021                                       | 2021                                       |                                            | 9 706                                      |                                            |